# Access2Research

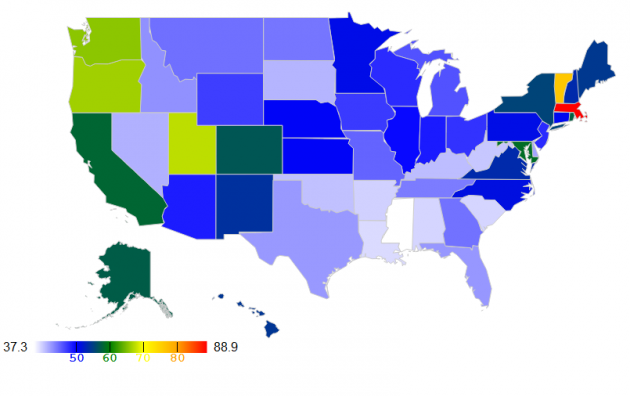
アメリカ合衆国の州別での1人あたりの署名数を表した正規化されたヒートマップ。最も多いのがマサチューセッツ州（赤）で最も少ないのがミシシッピ州（白）である。

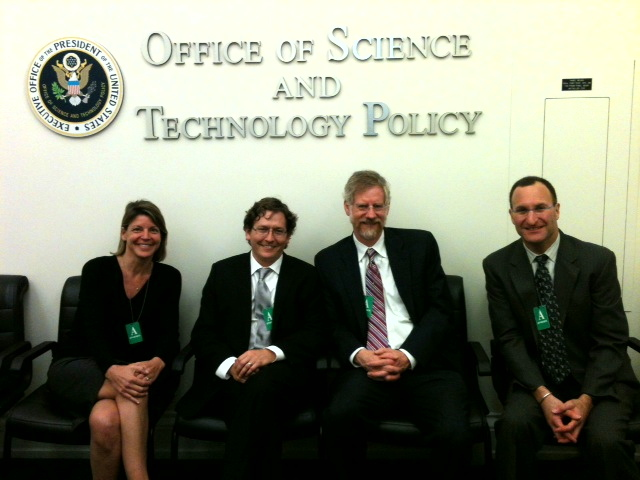
Access2Researchの発起人であるヘザー・ジョセフ、ジョン・ウィルバンクス、マイケル・W・キャロル、マイク・ロスナー。科学技術政策局の会議後。

Access2Researchとは学術誌出版改革キャンペーンでオープンアクセス唱道者であるヘザー・ジョセフ、ジョン・ウィルバンクス、マイケル・W・キャロル、マイク・ロスナーが主導している。
2012年5月20日に「公的資金による研究から生まれた学術記事のインターネット上での自由なアクセスの義務化」をホワイトハウスに陳情した。ホワイトハウスは30日以内に25,000件の署名が集まればこの陳情に公式な回答をすることを約束したが、Access2Researchはこの署名数を2週間で達成した。
この陳情は公的資金による学術研究からペイウォールを除去するために学者、出版社、投資家、政府、一般大衆に尋ねる過去のキャンペーンを基に作成されており、学術雑誌の低価格化と科学情報へのアクセス増加を推進させるための運動であるThe Cost of Knowledgeといった学者を対象にした過去の取り組みに続くものである。Access2ResearchはNIHの公開アクセス方針に関して、全ての連邦政府資金による研究に拡大するべきオープンアクセス義務の一例として言及している。

## 支持者
このキャンペーンのアウトリーチの立ちあげ初日から支持したのがクリエイティブ・コモンズ、パブリック・ライブラリー・オブ・サイエンス (PLoS)、Scholarly Publishing and Academic Resources Coalition (SPARC)、RockHealth、Sage Bionetworks、The Cost of Knowledge、Harvard Open Access Project (HOAP)、オープンナレッジ財団 (OKFN)、Open Science Federation、PatientsLikeMe、Lybbaである。
また、Alliance for Taxpayer Access (ATA)、Association of College and Research Libraries (ACRL)、米国研究図書館協会 (ARL)、アリゾナ州立大学図書館群、BioSharing、ノースウェスタン大学の学術コミュニケーション・デジタルキュレーションセンター、Figshare、Genetic Alliance InTechWeb,、Mendeley、ウィキメディア財団といった別の幾つかの団体が公に承認している。

## 批判
この陳情は従来の反対者やオープンアクセスの支持者双方に批判されている。アメリカ合衆国出版社協会のスポークスパーソンは「研究著作物の政府による義務化に反対する」と、一方でPLOSの共同設立者であるマイケル・アイゼンはこの陳情は「妥協」でありNIHの公開アクセス方針が遅延オープンアクセスジャーナルを受け入れていることを指摘するのに十分ではないとそれぞれ述べている。